# Percy Hodge
Percy Hodge, född 26 december 1890 i Herm i Guernsey, död 27 december 1967 i Bexhill-on-Sea i England, var en brittisk friidrottare.
Hodge blev olympisk mästare på 3000 meter hinder vid sommarspelen 1920 i Antwerpen.